# 雪山飛狐 (1978年電視劇)
《雪山飛狐》是1978年香港佳藝電視根據金庸所著的武侠小说《雪山飛狐》改編而拍攝製作的古裝武俠电视剧，全劇共51集，编剧左几、谢之斌、萧笙、潘藩，导演萧笙，制作人萧笙，當年佳視對這部電視劇十分重視，説只要拍得出色，在製作費用上當用則用，不必省儉，製作人兼導演蕭笙更親自帶隊遠赴尼泊爾加德滿都和喜馬拉雅山拍攝外景。
此劇1985年在台视首播，而該劇版權在佳視倒閉後由香港無線購得。

## 演员表
- 卫子云 饰 胡斐
- 卫子云 饰 胡一刀
- 米雪 饰 袁紫衣
- 文雪儿 饰 程灵素
- 李通明 饰 苗若兰
- 白彪 饰 苗人凤
- 罗乐林 饰 田归农
- 伍卫国 饰 陈家洛
- 伍卫国 饰 福康安
- 马海伦 饰 胡夫人
- 秦煌 饰 赵半山
- 郑雷 饰 阎基
- 陈宝仪 饰 田青文
- 曹达华 饰 范帮主
- 尤声普 饰 王剑英
- 丁茵 饰 商老太
- 程思俊 飾 商寶震
- 杨泽霖 飾 陶百歲
- 麥子雲 飾 汪鐵鴞
- 秦沛 飾 鳳天南
- 馮瑞雲 飾 苗家僕人
- 甘婉霞、陈玉微、陈婉筠、卡迪遜、魏秋桦、李全厚、巴山、招浩东、古耀文、劉江、邱明、麦天恩、王锡光、汤锦棠、温泉、梁少狄 参演

## 职员表
- 制片人：萧笙
- 导演：萧笙
- 编剧：左几、谢之斌、萧笙、潘藩
- 编导：何丹霞，余凯荣，李惠民
- 外景导演：曾江

## 外部連結
- 豆瓣电影上《雪山飛狐》的資料 （简体中文）